# He Likes Boys
«He Likes Boys» es el sencillo debut de la cantante y actriz estadounidense Simone Battle. Fue escrito por Brian Kennedy, Ester Dean, Brett James, Dante Jones Fue producido por Brian Kennedy y Ester Dean.

## Antecedentes
Al anuncio de Steve Jones de que ella había sido eliminada de The X Factor, Battle publicó en línea su nuevo vídeo "He Likes Boys".

## Vídeo musical
El vídeo fue filmado y dirigido por Shane McLafferty. It was uploaded to YouTube on 24 de octubre de 2011.
El vídeo de la canción muestra a Battle lamentándose de su mala suerte por enamorarse de un hombre homosexual. "My gaydar needs some inspection", canta mientras intenta obtener la atención de hombres bien cuidados, entre ellos uno que actúa una escena clásica de la comedia adolescente Clueless con ella.